# Robert Polkowski
Robert Polkowski (né le 22 juillet 1994) est un athlète allemand, spécialiste du sprint et du relais.

## Biographie
Après avoir remporté le titre national espoirs en 10 s 44 le 16 juin 2013 à Göttingen et porté son record à 10 s 42 à Mannheim le 29 juin, il remporte la médaille de bronze lors des Championnats d'Europe juniors à Rieti, derrière Chijindu Ujah et Denis Dimitrov, puis la médaille d'argent du relais 4 × 100 m.

### Palmarès
| Date | Compétition                   | Lieu  | Résultat | Épreuve   | Performance |
| ---- | ----------------------------- | ----- | -------- | --------- | ----------- |
| 2013 | Championnats d'Europe juniors | Rieti | 3e       | 100 m     | 10 s 53     |
| 2013 | Championnats d'Europe juniors | Rieti | 2e       | 4 × 100 m | 39 s 96     |

### Records
| Épreuve              | Performance | Lieu     | Date            |
| -------------------- | ----------- | -------- | --------------- |
| 60 mètres (en salle) | 6 s 82      | Halle    | 17 février 2013 |
| 100 mètres           | 10 s 40     | Weinheim | 2 août 2013     |